# Ночная слежка 2
«Ночная слежка 2» (англ. Night Eyes 2) — детектив, рассказывающий о тайном убийстве с участием жены посла, её любовника и расследовании дела об убийстве. Эротический сиквел хроник о дальнейших приключениях профессионального вуайериста.

## Сюжет
Эксперт по безопасности Гриффит был нанят для обеспечения безопасности в особняке южноамериканского экспатрианта Гектора Мейнеза, пытающегося устроить свою жизнь, по настоянию его американской жены, Мэрилин. Однако в этот раз его наняли, чтобы следить за сексуальной жизнью жены посла, но вместо того, чтобы просто смотреть, он займётся ею сам — заброшенная своим супругом женщина и специалист по безопасности находят друг друга привлекательными, что порождает проблемы.

## В ролях
- Эндрю Стивенс — Уилл Гриффит
- Шеннон Твид — Мэрилин Мейнеза
- Тим Расс — Джесс Йангер
- Ричард Чейвс — Гектор Мейнез
- Джино Сильва — Луис
- Джон О’Харли — детектив Тёрнер
- Джулиан Стоун — взломщик
- Тесса Тэйлор — Вивиан Тэлбот
- Дэн Кэшман — сенатор Тэлбот

В видеопрокате Великобритании фильм вышел под названием «Hour of Darkness».